# National Bowl
De National Bowl is een evenemententerrein in de Engelse stad Milton Keynes. Het terrein werd vroeger gebruikt voor de productie van bakstenen, maar is nu gevuld in de vorm van een amfitheater. De National Bowl heeft een capaciteit van circa 65.000 mensen.
Het terrein werd in 1979 geopend. Bij de opening waren er concerten van Desmond Dekker en Geno Washington. In 1992 werd het terrein gekocht door Sony/Pace en omgedoopt tot de huidige naam. Er werd tevens een permanent podium gebouwd. In 1996 trokken ze zich weer terug van het terrein. In 2000 werd het gekocht door English Partnerships. Momenteel is het in handen van een Engels consortium.
De National Bowl kreeg grote bekendheid als muziekpodium toen Status Quo er in 1984 hun (op dat moment) laatste optreden gaf. In 2006 was het de locatie van het Engelse rockfestival Monsters of Rock, met onder andere Alice Cooper, Deep Purple en Queensrÿche.

## Optredens
Onder meer de volgende artiesten hebben opgetreden in de National Bowl:
| - The Police (1980) - UB40 (1980, 1994) - Thin Lizzy (1981) - Queen (1982) - Genesis (1982) - David Bowie (1983, 1990) - Status Quo (1984) - Gary Glitter (1984) - Marillion (1984, 1986) - Nazareth (1984) - U2 (1985) - Ramones (1985) - R.E.M. (1985, 1995) - Jethro Tull (1986) - Simple Minds (1986, 1991) - The Cult (1986) - Michael Jackson (1988) - Europe (1989) - Bon Jovi (1989, 1993, 1996, 2001, 2006) - Erasure (1990) - ZZ Top (1991) - Bryan Adams (1991) - Bruce Springsteen (1993) - Metallica (1993, 1999) - Megadeth (1993, 2001) - Guns N' Roses (1993) | - Jamiroquai (1994) - Blur (1995) - Soulfly (1998, 2001) - Coal Chamber (1998) - Fear Factory (1998) - Slayer (1998) - Ozzy Osbourne (1998) - Pantera (1998) - Foo Fighters (1998) - Therapy? (1998) - Ministry (1999) - Placebo (1999) - Marilyn Manson (1999) - Slipknot (2001) - Robbie Williams (2001, 2006) - The Offspring (2001) - AC/DC (2001) - Queens of the Stone Age - Papa Roach (2001) - Black Sabbath (2001) - Ronan Keating (2002, 2003) - Busted (2003) - Simply Red (2003) - McFly (2004, 2005) - Natasha Bedingfield (2004) - Rachel Stevens (2005) | - Hard-Fi (2005) - Oasis (2005) - Jimmy Eat World (2005) - Green Day (2005) - Charlotte Church(2005) - Take That (2006) - Queensrÿche (2006) - Alice Cooper (2006) - Journey (2006) - Deep Purple (2006) - Nickelback (2006) - Pendulum (2008, 2010) - N.E.R.D. (2008) - Enter Shikari (2008, 2010) - Jay-Z (2008) - Three Days Grace (2008) - Linkin Park (2008) - The Bravery (2008) - The Prodigy (2010) - Muse (2010) - Swedish House Mafia (2012) - Foo Fighters (2015) |

### Opnamen
- Queen on Fire - Live at the Bowl, een dvd en dubbel-cd van Queen uit 1982, is in de National Bowl opgenomen.
- De opnamen van twee concerten van de punkgroep Green Day in 2005 werden uitgegeven met als titel Bullet in a Bible. In het videospel Green Day: Rock Band komt de National Bowl ook voor.
- Het End of the Road Concert (1984) van Status Quo werd uitgegeven als End of the Road en More from End of the Road.
- Het livealbum Road to Revolution: Live at Milton Keynes van Linkin Park werd in 2008 opgenomen tijdens het eerste Projekt Revolution-optreden.
- Ook het livealbum World's on Fire van The Prodigy is opgenomen in de National Bowl.
- BBC Radio 1 zond delen uit van het laatste optreden van Swedish House Mafia, dat op 14 juli 2010 in de National Bowl plaatsvond.